# 10-та армія (Франція)
10-та а́рмія (фр. Xe Armée) — військове об'єднання армії Франції. Брала активну участь у Першій та Другій світових війнах.

## Історія

### Перша світова війна
10-та французька армія була сформована 1 жовтня 1914 року в розпал битви «біг до моря». У перші дні свого існування билася проти німецьких корпусів 1-ї, 2-ї та 7-ї німецьких армій у першій битві біля Аррасу. Згодом взяла найактивнішу участь у першій, другій та третій битвах при Артуа. У липні 1916 змагалась з кайзерівською армією на річці Сомма, а у квітні 1917 — у другій битві на Ені.
У жовтні 1917 року на прохання головнокомандувача збройних сил Італії генерала Л. Кадорна, 10-та армія разом з частинами Британського експедиційного корпусу була перекинута на Італійський театр війни на посилення італійських військ, сформувавши разом Італійські експедиційні сили. В битві при Капоретто італійці були розгромлені австрійсько-німецькими військами й фактично кинули значну частину Північної Італії. Французькі війська стримували просування наступаючих військ противника по рубежу річки Адідже переважно біля міста Верона.
26 березня 1918 року 10-та армія повернулась до Франції та разом з іншими арміями Франції та Великої Британії протистояла німецькому Весняному наступу, билася у третій битві на Ені, в другій битві на Марні, а з початком масштабного контрнаступу союзників билася до переможного завершення війни на Західному фронті.
Після підписання перемир'я армія взяла участь в окупації Рейнської області. 21 жовтня 1919 року її об'єднали з 8-ю армією у Французьку Рейнську армію.

### Друга світова війна
24 травня 1940 року армія відновлена та взяла участь у битві у Франції на другому етапі війни на Західному фронті. Але активної участі у бойових діях армія встигнути практично не змогла через швидкоплинність подій того часу. Армія билася на Сені під командуванням генерала Р. Альма проти ударних угруповань групи армій «B» у районі Сен-П'єрр-дю-Вовре-Венабль, поки фронт оборони французької армії не був прорваний і згодом Франція не капітулювала.

## Командування

### Командувачі
Перша світова війна
- Дивізійний генерал Луї Ернест де Мод'юї (фр. Louis Ernest de Maud'huy) (1 жовтня 1914 — 2 квітня 1915);
- Дивізійний генерал Віктор Луї д'Урбал (фр. Victor Louis Lucien d'Urbal) (2 квітня 1915 — 4 квітня 1916);
- Дивізійний генерал Жозе Альфред Мішеле (фр. Joseph Alfred Micheler) (4 квітня — 27 грудня 1916);
- Дивізійний генерал Дені Огюст Дюше (фр. Denis Auguste Duchêne) (27 грудня 1916 — 11 грудня 1917);
- Дивізійний генерал Поль Мастре (фр. Paul Maistre) (11 грудня 1917 — 10 червня 1918);
- Дивізійний генерал Шарль Манжен (фр. Charles Mangin) (10 червня 1918 — 12 жовтня 1919).

Друга світова війна
- Генерал армійського корпусу Робер Альтма (фр. Robert Altmayer) (24 травня — 19 червня 1940).